# Rax-Schneeberg-Gruppe
Die Rax-Schneeberg-Gruppe (selten auch Schneebergalpen) ist eine Gebirgsgruppe in den Nördlichen Kalkalpen an der steirisch-niederösterreichischen Grenze.

## Umgrenzung
Die Rax-Schneeberg-Gruppe wird nach der Alpenvereinseinteilung der Ostalpen (AVE) und der  österreichischen Gebirgsgruppengliederung nach Trimmel durch die folgende Linie zu den benachbarten Gruppen abgegrenzt:
- im Norden durch Klostertaler Gscheid – Klausgraben – Mamauwiese – Sebastiansbach – Puchberg
- im Nordosten durch das Tal der Sierning bis Ternitz
- im Süden durch die Linie Ternitz – Schwarza bei Gloggnitz – Schottwien – Semmering – Mürzzuschlag – Mürz bei Kapellen
- im Westen durch das Altenbergtal – Naßkamm – Nassbach – Schwarza – Voisbach bis zum Klostertaler Gscheid.

Die AVE stellt die Gruppe (Nr. 20) in die gesamten Nördlichen Ostalpen, Trimmel ordnet sie als Untergruppe Schneebergalpen (Nr. 1850) den Niederösterreichischen Kalkalpen (1800) als Hauptgruppe derselben zu.

## Gipfel
Der höchste Punkt des Kalkstocks des Schneebergs ist das Klosterwappen mit 2076 m ü. A., der benachbarte Doppelgipfel trägt den Namen Kaiserstein (2061 m ü. A.). Die beiden Gipfel sind die höchsten Berge des Bundeslandes Niederösterreich. Die höchsten drei Erhebungen des Rax-Massivs sind die Heukuppe mit 2007 m ü. A. (Stmk), der Dreimarkstein mit 1948 m ü. A. (Stmk) und die Scheibwaldhöhe mit 1943 m ü. A. (NÖ).
Weitere südlich vorgelagerte Gipfel sind die Große Scheibe (1473 m, Stmk), der Tratenkogel (1565 m, NÖ/Stmk), die Kampalpe (1535 m, NÖ/Stmk.), die Ochnerhöhe (1403 m, NÖ/Stmk.) und der Kreuzberg (1089 m, NÖ).

## Liste von Gipfeln nach Schartenhöhe
| Nr. | Gipfel         | Höhe (m) | Schartenhöhe (m) | Bezugsscharte                   |
| --- | -------------- | -------- | ---------------- | ------------------------------- |
| 1.  | Klosterwappen  | 2076     | 1348             | Kalte Kuchl 728 m               |
| 2.  | Heukuppe       | 2007     | 992              | Lahnsattel 1015 m               |
| 3.  | Tratenkogel    | 1565     | 495              | Preiner Gscheid 1070 m          |
| 4.  | Krummbachstein | 1602     | 269              | Krummbachsattel 1333 m          |
| 5.  | Dreimarkstein  | 1948     | 180              | Siebenbrunnenscharte 1768 m (⊙) |

## Schutzgebiete
Das Raxalpengebiet gehört gemeinsam mit der Schneealpe und dem Schneeberg zum Quellschutzgebiet der I. Wiener Hochquellenwasserleitung. Schneeberg und Rax sind durch das Höllental getrennt und zählen zu den Wiener Hausbergen.
Schneeberg und Rax liegen im FFH-Gebiet Nordöstliche Randalpen: Hohe Wand-Schneeberg-Rax und dem Landschaftsschutzgebiet Rax-Schneeberg in Niederösterreich sowie dem Landschaftsschutzgebiet Veitsch-Schneealpe-Raxalpe und dem Naturpark Mürzer Oberland in der Steiermark.

## Touristische Erschließung

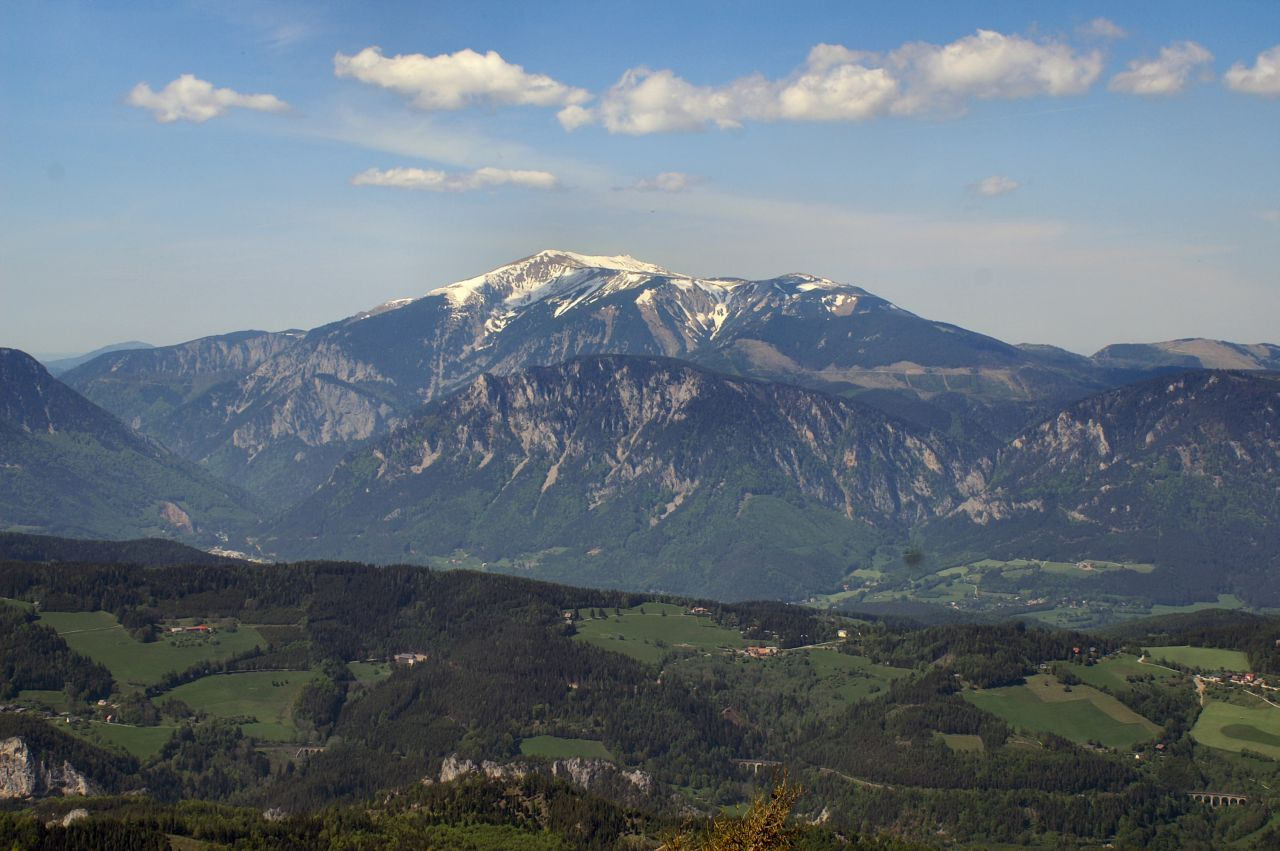
Blick vom Sonnwendstein auf den Schneeberg

Der Schneeberg ist mit der 1897 eröffneten Schneebergbahn, einer Zahnradbahn, bis in eine Höhe von 1796 m ü. A. erschlossen, und seine zwei Hauptgipfel sind von der Bergstation in ein bis zwei Stunden erreichbar.
Von den Talböden aus gibt es mehrere Aufstiege auf den Schneeberg: von Norden vom Kurort Puchberg am Schneeberg östlich über den Hengst oder westlich durch die Fadenwände, weiters von Süden von Reichenau über den Gahns oder vom wilden Höllental, schließlich vom Südosten von Payerbach und Prigglitz aus (ebenso über den Gahns).
Die Rax ist von Nordosten (Reichenau) über die 1926 eröffnete Raxseilbahn bis in eine Höhe von 1546 m ü. A. erschlossen, es gibt viele weitere Aufstiege von Reichenau (Osten, ebenso Höllental), Neuberg an der Mürz (Südwesten) und Schwarzau im Gebirge (Norden).